# Palais de Miramar
Le palais de Miramar (aussi appelé Palacio Municipal Miramar ou Palacio Real en espagnol et Miramar Jauregia en basque) est un palais de style anglais situé dans la ville de Saint-Sébastien (Espagne) construit en 1893 sur ordre de la Maison royale espagnole (Casa Real española), sur la base d'un projet de 1889 de l'architecte anglais Selden Wornum. Situé face à la baie de la Concha, il dispose d'une des plus spectaculaires vues de la ville.

## Histoire
La relation étroite entre la monarchie espagnole et Saint-Sébastien remonte au temps d' Isabelle II, qui, vers le milieu du XIXe siècle, a commencé à venir en villégiature dans la ville afin de prendre des bains dans les eaux de la mer Cantabrique. Depuis cette époque on a établi un lien avec la ville qui sera renforcé par la reine Marie-Christine, épouse d'Alfonse XII, quand, après être devenue veuve, a transféré les vacances des Cortes à Saint-Sébastien, décision qui a conditionné de manière définitive le futur touristique de la ville. Les visites estivales de la Famille royale requéraient une maison royale de camp (Real Casa de Campo), dont la reine María Cristina a chargé l'architecte anglais Selden Wornum pour cette construction. L'emplacement choisi pour le palais a été une propriété étendue située face à la baie de la Concha où se trouvait anciennement située le Monastère de Saint-Sébastien El Antiguo, et qui a été acquise par la reine au Conde de Moriana. À cette surface on en a ajouté une autre, également propriété de l'État, dans laquelle on trouvait l'église El Antiguo, qui a dû être transférée tout comme d'autres petites propriétés acquises. Le Palais a été achevé en 1893. En 1920, on lui adjoint un nouveau bâtiment appelé Pavillon du prince (Pabellón du Príncipe). La construction du palais a exigé la réalisation d'un faux tunnel qui permettait le passage des tramways de la Compagnie du Tramway (Compañía del Tranvía / Tranbia Konpainia) de Saint-Sébastien et de la route, sur laquelle s'étendent les jardins du palais.
Après le décès de la reine Marie-Christine en 1929 la propriété a été héritée par le roi Alfonse XIII, et postérieurement expropriée par l'État en 1931 avec l'avènement de la IIe République, passant aux mains de la mairie de Saint-Sébastien en 1933 avec la condition qu'elle servirait de résidence d'été pour la présidence de la République et qui, par ses dépendances, étaient employés à des fins éducatives et culturelles.
Pendant le  Franquisme, et la restitution à la Maison royale espagnole (Casa Real española), le Palais est resté entre les mains des fils d'Alfonse XIII, et principalement de  Juan de Borbón. Le condominium sur le palais s'est dissous en 1958. De cette manière, Don Juan a conservé le palais et son environnement immédiat, en séparant une parcelle de 1 000 m2 qui a été vendu en 1963. Le reste de la propriété, séparé dans deux parcelles de 10 000 et 37 000 m2, a été vendu en 1963 au bénéfice des frères de Don Juan pour la construction de logements.
Après le processus de dissolution du condominium l'extension initiale de plus de 80 000 m2 de la propriété a été réduite à 34 136 m2, acquis à Don Juan en 1972 par la mairie de Saint-Sébastien. De cette manière, on a commencé à appeler le Palacio Real de Miramar Palacio Municipal de Miramar.
Actuellement le palais et ses jardins sont ouverts au public avec un horaire déterminé. Le palais de Miramar est le siège officiel des cours d'été de l'université du Pays basque et du Centre supérieur de musique du Pays basque (Musikene ).

## Édifice
Le palais de Miramar (Palacio de Miramar) est de style purement anglais, et présente certains éléments décoratifs néogothiques. À l'intérieur, certaines zones nobles sont maintenues fidèlement à leur configuration originale, comme le Salon Blanc (Salón Blanco), le Salon de musique (Salón de Música), le Salon de Bois (Salón de Madera), le Petit salon (Petit Salón), la Bibliothèque (Biblioteca) et la salle à manger royale (Comedor Real). Le reste du palais a été successivement restauré depuis son achat par la mairie, le transformant en une enceinte plus fonctionnelle. Les derniers travaux débutés dans ce palais, en 2001, ont eu comme objet la construction de salles de classe pour Musikene. Plus tard, en 2007, on a restauré la tour du bâtiment.
Le palais conserve son aspect externe original et accueille régulièrement des festivités dans les jardins et les zones nobles, principalement celle du Festival du cinéma de Saint-Sébastien.

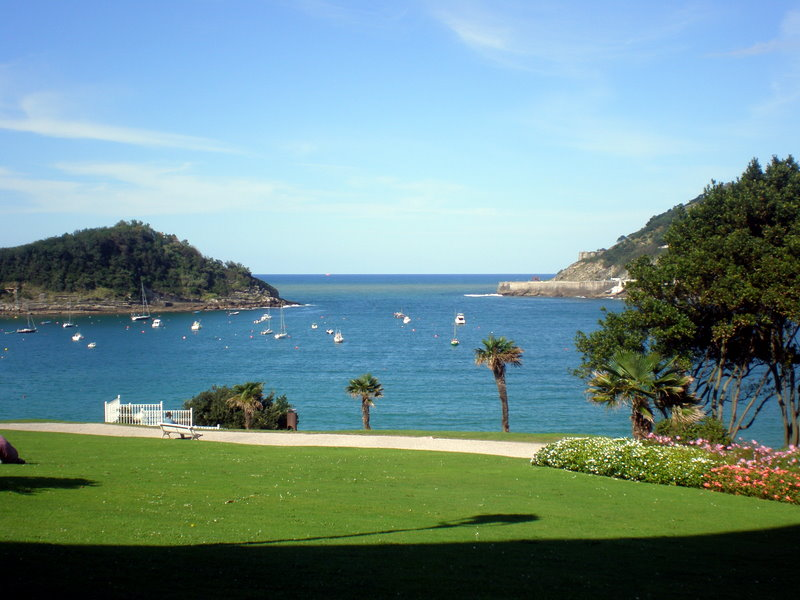
Jardins du palais et vues sur la Baie de la Concha
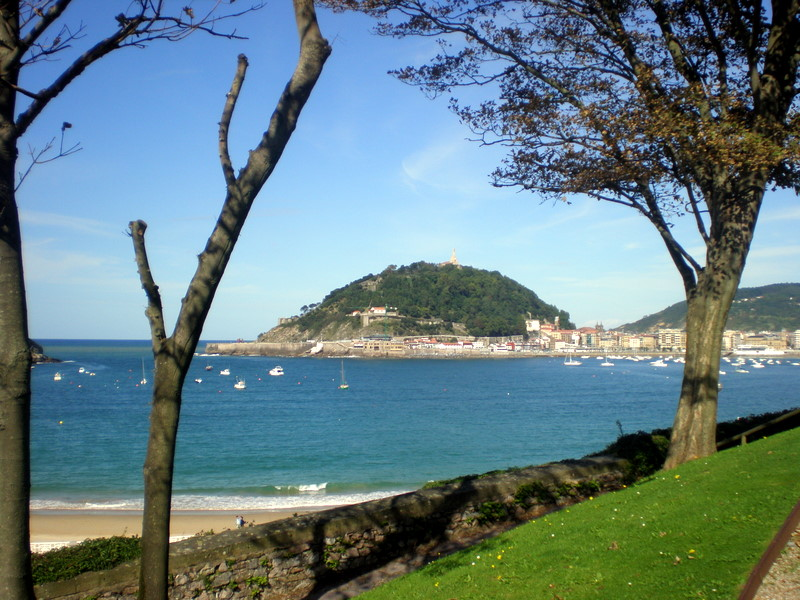
Jardins du palais et vues la sur Baie de la Concha
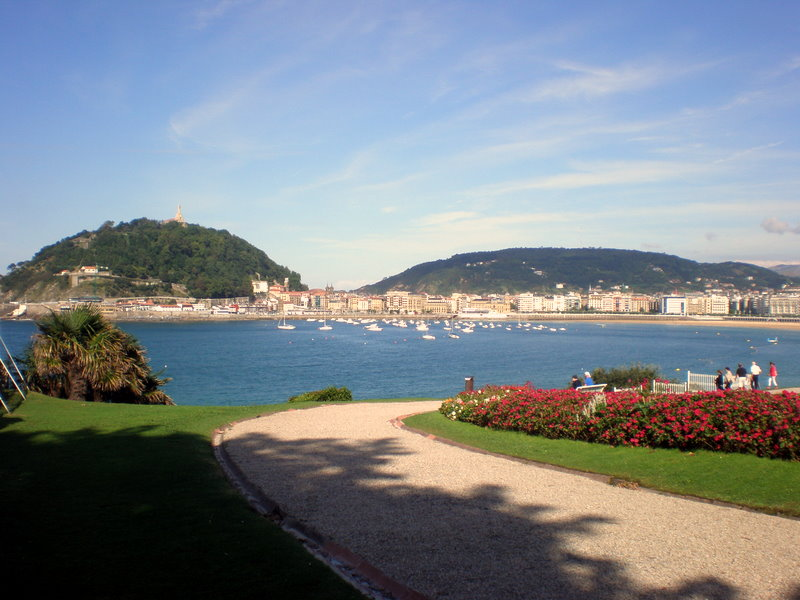
Jardins du palais et vues sur la Baie de la Concha

### Source
- (es) Cet article est partiellement ou en totalité issu de l’article de Wikipédia en espagnol intitulé « Palacio de Miramar (San Sebastián) » (voir la liste des auteurs).